# 富兰克林·皮尔
本杰明·富兰克林·皮尔（英語：Benjamin Franklin Peale，1795年10月15日—1870年5月5日）原名奥尔德罗万德·皮尔（Aldrovand Peale），是1833至1854年间费城铸币局工作人员。他在任期间推动美國鑄幣局采用许多技术创新，但最终因涉嫌以权谋私被开除。
皮尔的父亲是画家查尔斯·威尔逊·皮尔，在费城经营博物馆，小皮尔就在博物馆出生。富兰克林很少接受正式教育，在宾夕法尼亚大学学过部分课程。他对机械制造颇具天赋，从1820年开始协助父亲在博物馆的工作，1827年查尔斯去世后接手经营。
1833年，美国铸币局聘请皮尔并将他送到欧洲两年研习铸币技术。回国后，他提出技术改进方案并设计美国历史上首台蒸汽硬币压制机，于1836年完成装配。皮尔同年起担任费城分局熔炼和精炼师，三年后首席铸币师亚当·艾克菲尔特退休，职位由皮尔接手，但醉心工作的艾克菲尔特退休不退位，宁愿不要薪水继续效力。皮尔借此机会利用铸币局设施经营私人奖章生意，最终因东窗事发下台。皮尔与首席雕刻师詹姆斯·巴顿·朗埃克、熔炼和精炼师理查德·西尔斯·麦卡洛矛盾重重，麦卡洛愤而辞职后检举皮尔行为不检，富兰克林·皮尔斯总统于1854年将首席铸币师开除。
皮尔退休后继续参与公民组织并发挥领导作用，后于1870年去世。钱币学作家昆汀·戴维·鲍尔斯指出，皮尔的工作经历非常复杂，所以不同作家完全可能得出不同结论。

## 早年经历和事业
本杰明·富兰克林·皮尔的父亲是画家查尔斯·威尔逊·皮尔，母亲伊丽莎白·德佩斯特（Elizabeth de Peyster）是父亲的第二任夫人。除追求艺术外，查尔斯还在美國哲學會所在地、费城哲学厅经营好奇博物馆，并和夫人住在馆内宿舍，本杰明便是1795年10月15日在此降生。父母借意大利自然史学家乌利塞·阿尔德罗万迪的姓氏给他起名奥尔德罗万德。
查尔斯没有把儿子降世的消息用圣经纸张记下来，而是写在马修·皮尔金顿（Matthew Pilkington）编写的《画家辞典》（Dictionary of Painters）扉页上，他还在名字“奥尔德罗万德”旁增加注释：“如果他长大后还喜欢这个名字的话”。查尔斯是美国哲学会成员，他在1796年2月带儿子出席会议，请现场会员为孩子另选名字。众人最终决定使用学会创始人本傑明·富蘭克林的名字。另据学会内部的江湖传言，众会员起名时把孩子放在学会主席的椅子上，这张椅子也是富兰克林当年捐赠。

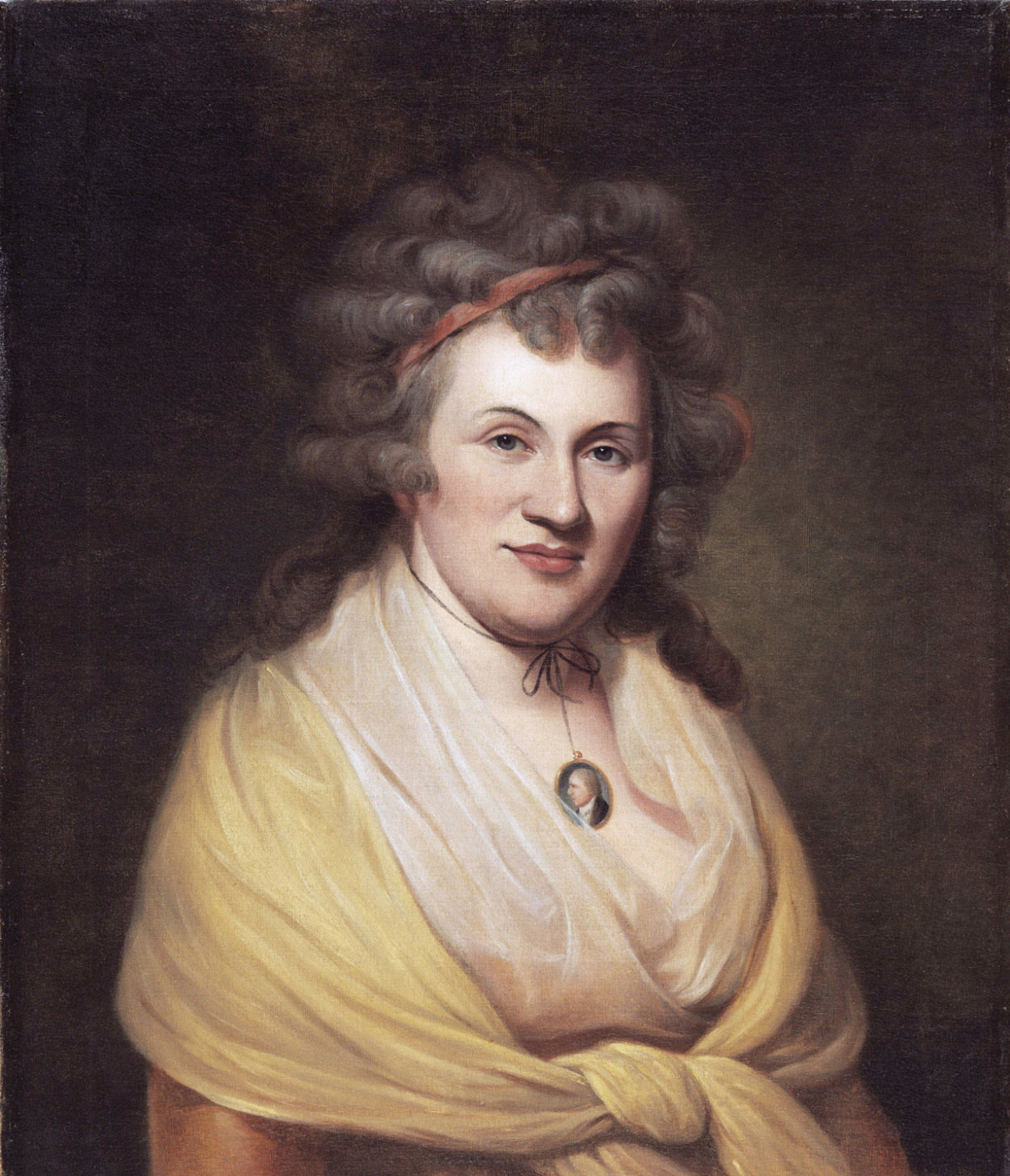
查尔斯为夫人伊丽莎白画的像，伊丽莎白佩戴的吊坠上是查尔斯像

查尔斯娶过三任夫人，共生下16个孩子。伊丽莎白在本杰明八岁时撒手人寰，查尔斯很快再婚，孩子随后由继母带大。本杰明极少走进学堂，虽在附近的巴克斯縣地方学校、杰曼镇学院（Germantown Academy）和宾夕法尼亚大学短暂求学，但和家中其他兄弟姐妹一样以接受非正规教育为主，父母根据孩子的兴趣或特长决定教育方法。本杰明小时候就会制作玩具，还曾勘测父亲位于日耳曼敦（Germantown）附近的农场。虽不像提香·皮尔等兄弟那么有艺术天份，但事实证明他精通机械。
皮尔17岁时开始在布兰迪万河（Brandywine River）畔威廉·杨（William Young）开办的特拉华棉花厂学习机械制造。他表现颇为聪慧，熟练掌握车削、铸造和制图技能。父亲虽然觉得从事机械行业的想法很愚蠢，但没有干涉儿子的决定，附近经营机械厂的霍奇森（Hodgson）兄弟不到一年后就称赞皮尔精通工具。皮尔19岁时回到日耳曼敦，在此亲自设计并监督棉花厂的机器装配，然后持续担任棉花厂负责人数年时间。此后他搬到附近的费城，在姐夫合伙开办的机械制造公司工作。

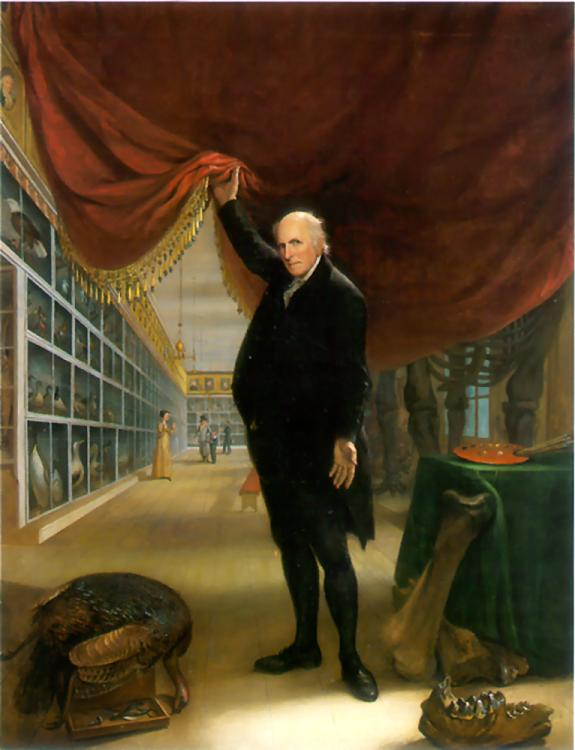
查尔斯·威尔逊·皮尔的自画像（1822年）

1815年4月24日，19岁的皮尔（尚属未成年人）未经父亲首肯便与伊丽莎·格里特拉克（Eliza Greatrake）成婚，但伊丽莎婚后马上表现出精神疾病症状。她在婚后第一年生下女儿安娜（Anna），随后就离开皮尔，被母亲作为“疯子”送到宾夕法尼亚医院。皮尔家族开始旷日持久地竭力证实伊丽莎嫁给皮尔时已经疯了，以换取婚姻无效证明，后借助艾伦·麦克拉恩（Allen McLane）的证词终于在1820年3月22日如愿获得证明。法庭要求皮尔公布资产充当抵押，为前妻提供经济支持，姐姐索菲（Sophy）为此借给他一些博物馆股份。
1820年，皮尔从工厂管理位置离职，协助年长的父亲管理博物馆，在此持续经营超过十年。1827年查尔斯去世后，皮尔接任博物馆经理职务，与众兄弟姐妹一起继承博物馆股份。除维护已有展品外，他还添加新展品，如“好奇且会说话的玩具”，以及拖着两截车厢在馆内活动的早期火车头模型，车上可坐四人。博物馆位于宾夕法尼亚州老议会大楼（今美國獨立紀念館），皮尔曾自行制作警报系统，利用议会大楼的钟声告知消防队火灾位置。

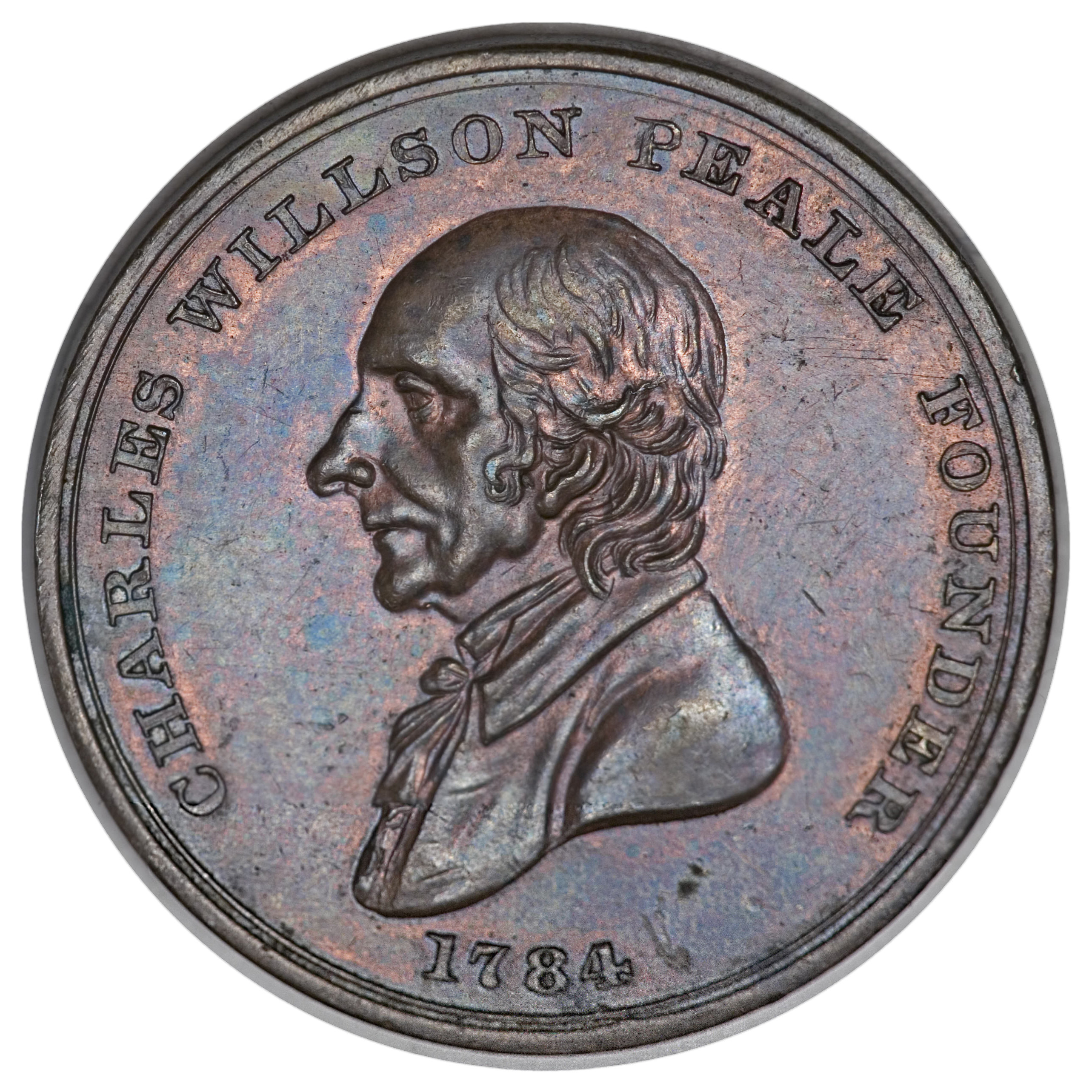
1821年皮尔博物馆的入场代币

19世纪20年代上半叶，美国成立多家为工人提供技术教育的机械研究所，其中富蘭克林研究所便是皮尔在1824年与他人共同创建。研究所的影响迅速扩大，同年十月便举办美国制造商品展，成立后前34年至少举办26起同类展览。皮尔教导自然史，配合模型与图纸讲授机械学，他的化学课也因实验变得生动。他持续多年积极参与研究所事务，不但为研究所期刊撰文，还在重要委员会任职。

## 铸币局雇员和政府官员时期（1833至1854年）

### 聘用和欧洲研习
1833年，费城铸币局的第二幢大楼落成，新大楼拥有绝大多数方面的最新技术，但铸币工艺例外，使用的还是老技术移植机械，靠人力压制硬币。铸币局希望同面值的硬币全部一样，手工操作的螺旋压力机根本做不到，人力不可能保持均匀。此外，铸币金属模也是手工制造，导致同年生产的硬币也会因模具不同呈现差异。局长塞缪尔·摩尔（对此很不满意，连续多年考虑从铸币先驱马修·博尔顿在英格兰伯明翰创办的苏荷铸币厂（Soho Mint）购买全套现代硬币生产蒸汽机械。最终摩尔决定聘请新雇员并送到欧洲造币厂和精炼厂特训，学成各种最好的技艺后回国，利用费城分局设施落实。新雇员的职务头衔是助理化验员，向化验员雅各布·里斯·埃克菲尔特（Jacob R. Eckfeldt）汇报。财政部长路易斯·麦克莱恩批准摩尔的提议并拨款七千美元。
摩尔在写给麦克莱恩的信中表示，以前铸币局也曾考虑派人去欧洲学习，但这样的人既要有超过一年的空闲时间，又要有足够的学习、理解能力学到各种技艺。经表弟罗伯特·马斯克尔·帕特森（Robert Maskell Patterson）推荐，摩尔决定聘请皮尔。帕特森称：“我实在想不到还有谁更有希望完成任务。他的技术、毅力甚至家庭地址都很适合”。皮尔愿意前往，称经营费城博物馆多年的他已经非常想要换个环境，哪怕要承受一点经济损失也能接受。
1833年5月8日，皮尔离开纽约前往勒阿弗尔，同月下旬抵达巴黎。此时铸币局只确定皮尔需在巴黎学习，还在商量是否送他去英格兰接受当地铸币厂和精炼厂指导。皮尔已经接到的工作指示是学习将黄金和白银分离的新技术。这种技术又称精炼，因为金块中大多带有少量白银，必须先行去除才能用纯金和铜制成铸币所需合金，所以是非常重要的工艺手段。过去消除白银的老方法是使用硝酸和硫酸，成本较高而且很危险。摩尔还要求皮尔学会检测金属中是否含银的滴定法，希望他能尽量学到所有的铸币技术和蒸汽驱动方法。摩尔警示皮尔：“如果不能熟知从零开始建立新造币厂所需的一切必要条件……或是没有掌握足够的实际操作技巧……那么你的任务就没有完成……所有贵金属处理所需要的知识，以及造币厂的工艺和机械问题都属于你的职责范围”。他还要求皮尔利用任何空闲时间了解其他在美国可能很实用的技术，如城市使用的煤氣燈。
皮尔借力美国驻法公使爱德华·利文斯顿获得仔细研究巴黎錢幣博物館工作的许可，工作人员非常配合，他在一旁仔细观察化验员检测法国各造币厂生产硬币中包含的白银，以此学会滴定法。除写笔记外，皮尔还买下巴黎造币厂出版的工艺过程所有固定设备详细图解雕版，虽然要价高达98法朗50生丁，但他觉得值得代表美国政府购买，他还花费500法朗买下巴黎造币厂制造并销售的滴定法设备。
皮尔回国后费城分局新装的部分机器源自他在巴黎所见。他绘有巴黎錢幣博物館的硬币压制机模型草图，还画出巴黎造币厂的异径车床。巴黎造币厂把金银分离工序外包给私营精炼厂，厂主以为皮尔身为政府代理人肯定有的是钱所以漫天要价，结果没法谈拢，导致皮尔没能学到工艺。
皮尔接下来前往伦敦，期望能靠摩尔的关系学到金银分离技术。他一度到访皇家鑄幣廠，但这里的官员要么根本不懂，要么不愿意教他。在英格兰停留期间，皮尔进入珀西瓦尔·约翰逊（Percival N. Johnson）的精炼厂研习如何通过滴定法检定金属，后于1835年推动费城分局采用，取代过去的灰吹法。皮尔极力称赞约翰逊的热心帮助，“无论怎么称赞都不为过……我从他的精炼厂获得很多实用信息，特别是他以简短工序就能分离金、银和钯的方法”。身在伦敦期间，皮尔从在此经商的美国朋友约瑟夫·萨克斯顿（Joseph Saxton）手中订购精密天平，后来还说动萨克斯顿回国进入费城分局工作。
皮尔再度来到法国，考虑到私营精炼厂主要求高额报酬才愿教他法国金银分离法，皮尔前往鲁昂，通过观察当地造币分厂的精炼师工作来学技术。工作人员不允许他亲自尝试或试验，皮尔虽感遗憾，但自信能在回国后重现此时看到的工艺过程。他还到访德国位于德累斯顿，斯图加特和卡尔斯鲁厄的造币厂，这里是用铁制容器完成金银分离，比铂制容器成本低，但皮尔还是觉得使用铂制容器更好，他在1834年的信中称，用铁“有时会导致令人尴尬的损失”。此外，他还前往萨克森自由州的弗赖贝格，观察铅矿石的冶炼和精炼。

### 回国和成果

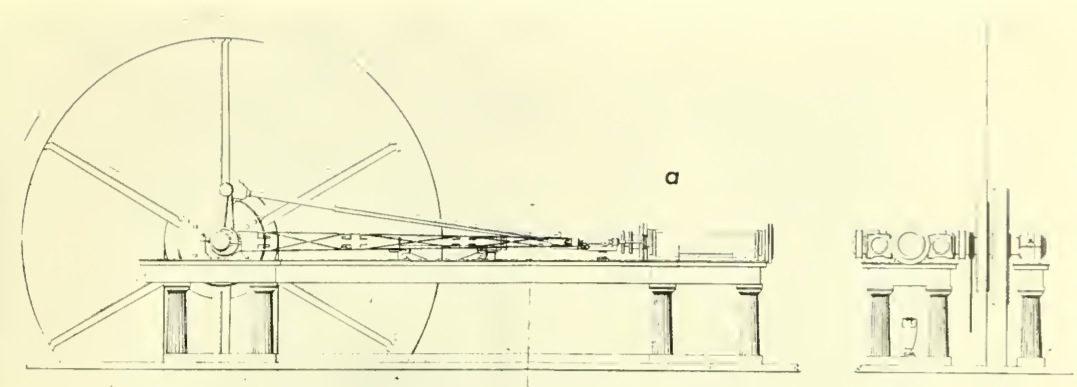
皮尔为费城铸币局设计的蒸汽机草图

1835年6月17日，皮尔向摩尔递交长达276页的报告，详述他在欧洲各地造币厂的见闻及相应看法和建议。他还发出警示，称英法造币厂都有吃空饷的官员，对单位没有任何作用。皮尔建议采用法国的做法，无需聘请硬币设计师，而是举办设计竞赛，艺术家和铸币局官员担任评判。皮尔还提议以单部且全面的铸币法取代过去多年间陆续通过的零散法律，这项建议在1837年落实。他建议费城分局也像法国铸币机构一样生产奖章，并如巴黎造币厂般设立硬币与铸币工艺博物馆。鉴于伦敦是以金匠公司负责检验并标示私营机构生产的贵金属制品，以向公众提供质量保证，皮尔建议美国铸币局新增类似部门，但未获采纳。

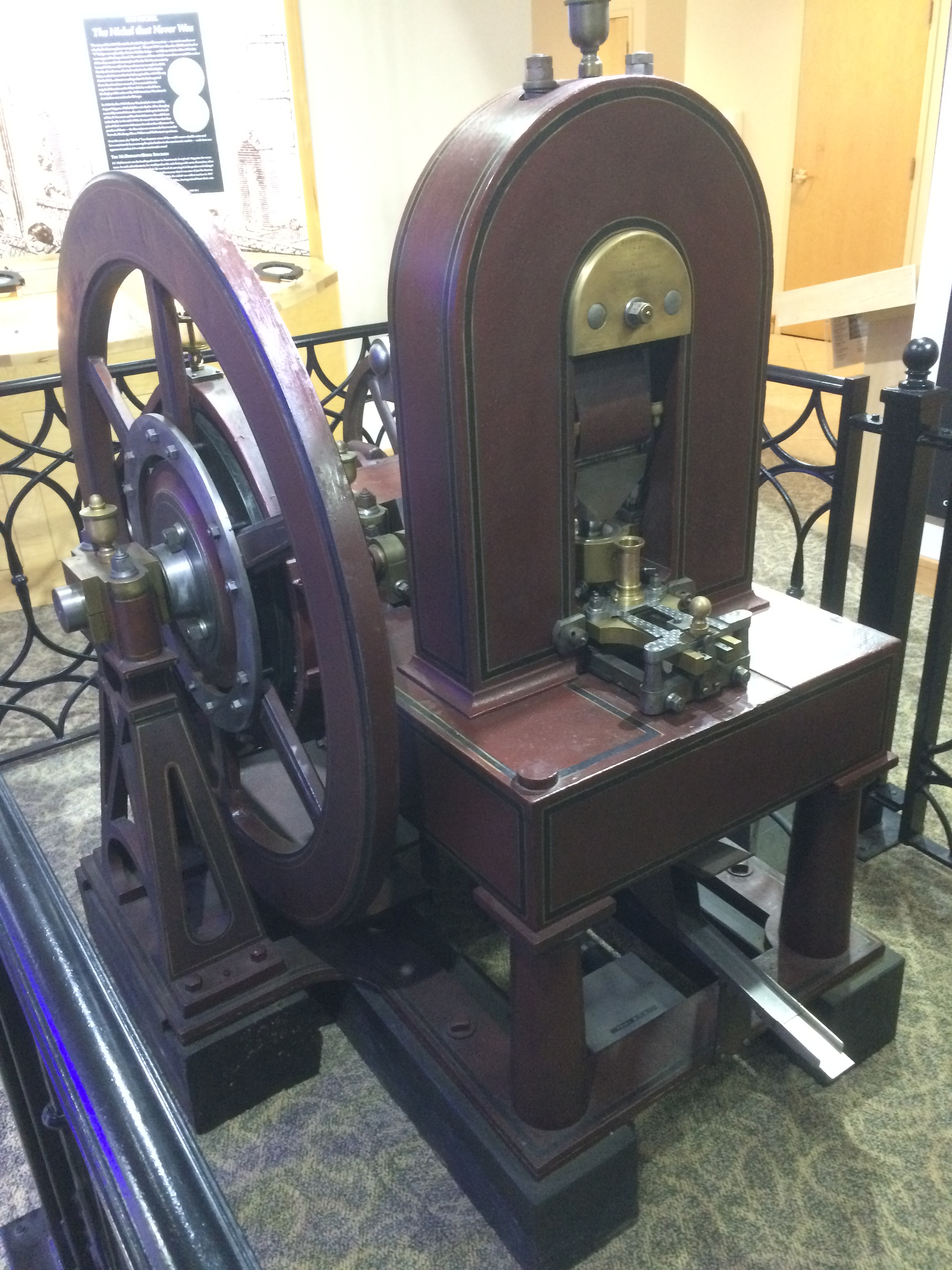
美国铸币局的第一台蒸汽压力机就是皮尔设计（摄于2015年）

皮尔回国时带有自绘的蒸汽硬币压制机方案，借鉴英国的蒸汽机设计图和法国的连杆技术。九月，摩尔退休后继任局长位置的帕特森致信财政部长利瓦伊·伍德伯里：“我们刚在皮尔先生的督导下完成安装，这种铸币压力机根据他在法国和德国的见闻设计，与铸币局现有螺旋压力机相比存在许多显著优势，这其中最重要的就是能直接且方便地使用蒸汽动力”。帕特森还称，1836年3月23日是美国铸币史新纪元的开始。为充分利用新压力机增加的产能，皮尔还设计出可从金属条上直接切出硬币坯饼的新机器，这台机器一直沿用到1902年，在此期间基本没有调整。
皮尔回国后安装的另一台蒸汽机是轧齿边机，用于在硬币周围形成锯齿纹花边。1837年，从法国进口的异径车床在费城分局落户。此前美国硬币的金属模只能在费城分局手工制作，异径车床功能类似缩放仪，能够以机械手段复制金属模。

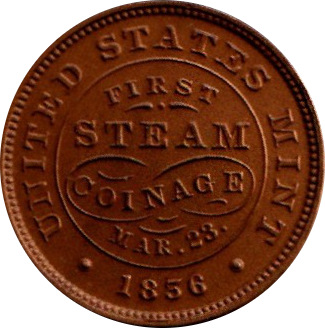
美国首枚以蒸汽机压制的纪念章于1836年面世，克里斯蒂安·戈布雷希特设计

1836年3月23日，费城分局首度正式动用蒸汽机，产品是克里斯蒂安·戈布雷希特（Christian Gobrecht）设计的纪念章。接下来蒸汽压力机开始用于生产大美分，接近年底时又开始压制贵金属硬币。机器由皮尔设计，费城梅里克、阿格纽和泰勒公司（Merrick, Agnew, and Taylor）制造，平均每分钟能压制一百枚硬币。机器从费城分局退役后由富兰克林研究所接手，此后多年用于压制小尺寸奖牌，后在2000年进入科罗拉多斯普林斯的美国钱币协会钱币博物馆收藏。据帕特森记载：
这台压制机提供的动力足以取代螺旋压力机，性能也完全满足我们所有的期望。从那时起，所有铜币都是用它压制，最近压制的半美元也很顺利。工人如今正在制造其他蒸汽压制机，一旦完成，人力造币将成为历史，铸币局……能够完成的工作将大幅提升

钱币学家罗杰·伯德特（Roger Burdette）认为：从大部分角度来看，皮尔都已学到欧洲最优异的范本，并抛弃所有画蛇添足或效率低下的部分。皮尔在世期间，这些机器虽然不时需要微调，但一直在为美国造币事业效力。
钱币学家大卫·兰格（David Lange）指出：“1833至1835年，费城铸币局熔炼和精炼师富兰克林·皮尔在欧洲各造币厂开展事实探索之旅，确保美国造币的技术手段不居人后”。兰格的美国铸币局历史著作称，虽然皮尔最终因涉嫌行为失当而被开除，但他回国时承载的众多欧洲造币厂发明和创新如今都已在美国铸币局费城分局应用。皮尔长期在帕特森局长手下任职，局长之子罗伯特·帕特森三世（Robert Patterson III）指出，美国铸币局正是依靠皮尔在技术上取得重大进步，了解其他国家造币厂和精炼厂的先进手段。帕特森还称，经过费城分局铸币部时他经常想到，应该为皮尔立起牌匾，就像伦敦圣保罗座堂致敬克里斯多佛·雷恩爵士的牌匾那样写上（如果你在寻找他的纪念碑，只需环顾四周）。

### 熔炼和精炼师
约瑟夫·克劳德（Joseph Cloud）从1797年就开始担任费城分局熔炼和精炼师，他的辞职从1836年起生效。安德鲁·杰克逊总统1835年12月21日提名皮尔继任，联邦参议院1836年1月5日确认提名。

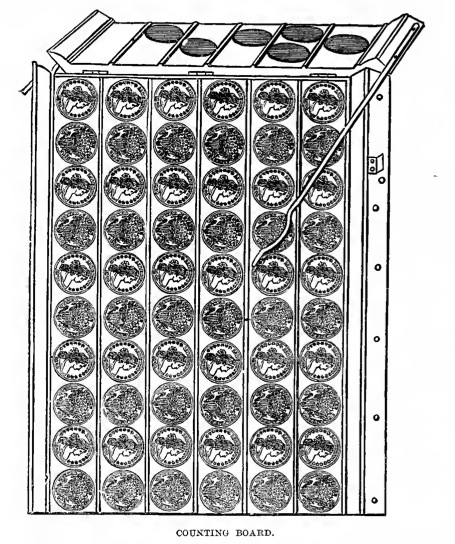
皮尔在费城分局发明的计数牌

皮尔上任后落实根据欧洲见闻提出的变更，他还希望亚当·艾克菲尔特领导的铸币部采用更多机械，艾克菲尔特之子雅各布还是费城分局的化验员。亚当曾于1792年协助打造首批联邦政府硬币，1814年就开始担任首席铸币师，他不愿对皮尔的所有建议照单全收，曾对皮尔的外甥、工程师乔治·塞勒斯（George Sellers）表示：“如果一切都照皮尔先生说的来，那会全都乱套……他想达成各种改善，但我们也不能把一切都推倒重来”。首席铸币师谨慎对待皮尔的改善提议，但在见到方案的益处后逐渐放下心防，特别是对皮尔看到后从法国进口的车床节省大量工时赞叹不已。费城铸币局的产量不断提升，皮尔又发明可快速堆叠硬币或坯饼的堆叠盒，以及显著提升文员计量效率的计数板，其中计数板在铸币局一直沿用至1934年才被新装的机械计数器取代。
皮尔担任熔炼和精炼师期间采用多项创新，如分离金银提纯金块时用盐回收硝酸溶解的银，此时铸币局只能用铜来置换，但这样非常危险，还会产生刺鼻的烟雾。食盐（氯化钠）在硝酸中溶解后生成难溶的氯化银并沉淀，再用锌和硫酸就能置换成金属银。这项创新是对金属分离工序的进一步完善，巴黎钱币博物馆馆长约瑟夫·路易·盖-吕萨克曾率先采用食盐溶液检定银，这种方法既简单又准确。1873年联邦参议院的报告指出，皮尔在金银分离过程中取得的技术进步充分“证明他的天才、进取心和极高造诣”。1836年国会提议采用低纯度的银生产两美分硬币，帕特森安排皮尔与次席雕刻师戈布雷希特一起制出图案币，证明这样的硬币极易用贱金属伪造，打消国会的异想天开。
1835年，国会授权在北卡罗来纳州夏洛特、乔治亚州達洛尼加，以及路易斯安那州新奥尔良开办造币厂，用于把南部开采或从南部流入美国的黄金铸成美国硬币。夏洛特和達洛尼加附近黄金矿藏丰富，但缺乏技术人才，所以只能从费城派遣受过训练的人员前往。各地还需新建造币大楼，但局长帕特森于1837年收到夏洛特和達洛尼加造币厂反映的问题，其中達洛尼加分局大楼甚至部分坍塌。他于是致信财政部长利瓦伊·伍德伯里，提议“向两间金币厂（指只生产金币的夏洛特和達洛尼加造币厂，新奥尔良造币厂生产的既有金币也有银币）派出技术娴熟且懂得保密的人员，能够……指导（各分局）纠正已经犯下的错误。就我所知，只有熔炼和精炼师皮尔先生能够胜任。”伍德伯里同意帕特森的提议，授权他派皮尔前往。
皮尔和女儿安娜于1837年9月23日抵达夏洛特，发现需要的设备还没到，根本做不了事。他下令搜寻设备，回报帕特森这里几乎一片蛮荒，“只有猪还会发出一点动静”。皮尔前往夏洛特造币厂需要获取原材料的金矿视察，还向局长提议完成達洛尼加的工作后去一趟新奥尔良，但帕特森没有同意，称皮尔在费城分局的工作太要紧，不能长期在外逗留。10月27日，大部分设备已到达夏洛特，皮尔于11月10日完成这里的任务动身赶往達洛尼加，一路翻山越岭，终于在11月15日和女儿一起抵达。经过皮尔评估，刚刚成立的达洛尼加铸币局存在如下问题：

造币厂大楼的建造实在恶心，如果详细说明各种有意或无意的错误，这封信估计会有现在的三倍长。首要且最严重的问题可能出在费城，最初就不应该在根本没有粘土的乡下订购砖砌建筑，（这里）用黄金产区的“红土”制砖，其实是分解的花岗岩……制砖工人也实在不称职，工作太马虎。

考虑到国会基本不可能再度拨款，皮尔最终建议大楼修建继续，他和女儿在11月底离开达洛尼加。两人乘坐的火车北上期间在弗吉尼亚州境内脱轨，安娜受轻伤，皮尔于1837年12月23日回到费城铸币局。
伯德特高度评价皮尔在19世纪30年代对美国铸币局的影响：

1835年中期，费城工程师兼机械师本杰明·富兰克林·皮尔抛弃大部分传统且复杂的工序，采用巴黎、卡尔斯鲁厄和伦敦的硬币压制工艺。皮尔理解这些大造币厂所用设备的基本原理，能让它们适应美国人的操作、设计和模具，设备必须坚固且易于维修。北美洲幅员辽阔，不可能所有造币厂都配备每天只管坐等机器故障的专家……美国铸币局在1839年仍然坚持（四家铸币分局都）采用类似方法处理黄金和白银，即使这并不是最有效或成本最低的方法。就像前面的设备一样，富兰克林·皮尔从皇家铸币厂和巴黎造币厂借鉴的生产方法行之有效，美国造币厂那些效果不佳的方法和设备不断淡出历史舞台。

### 首席铸币员

#### 任命和早期经历

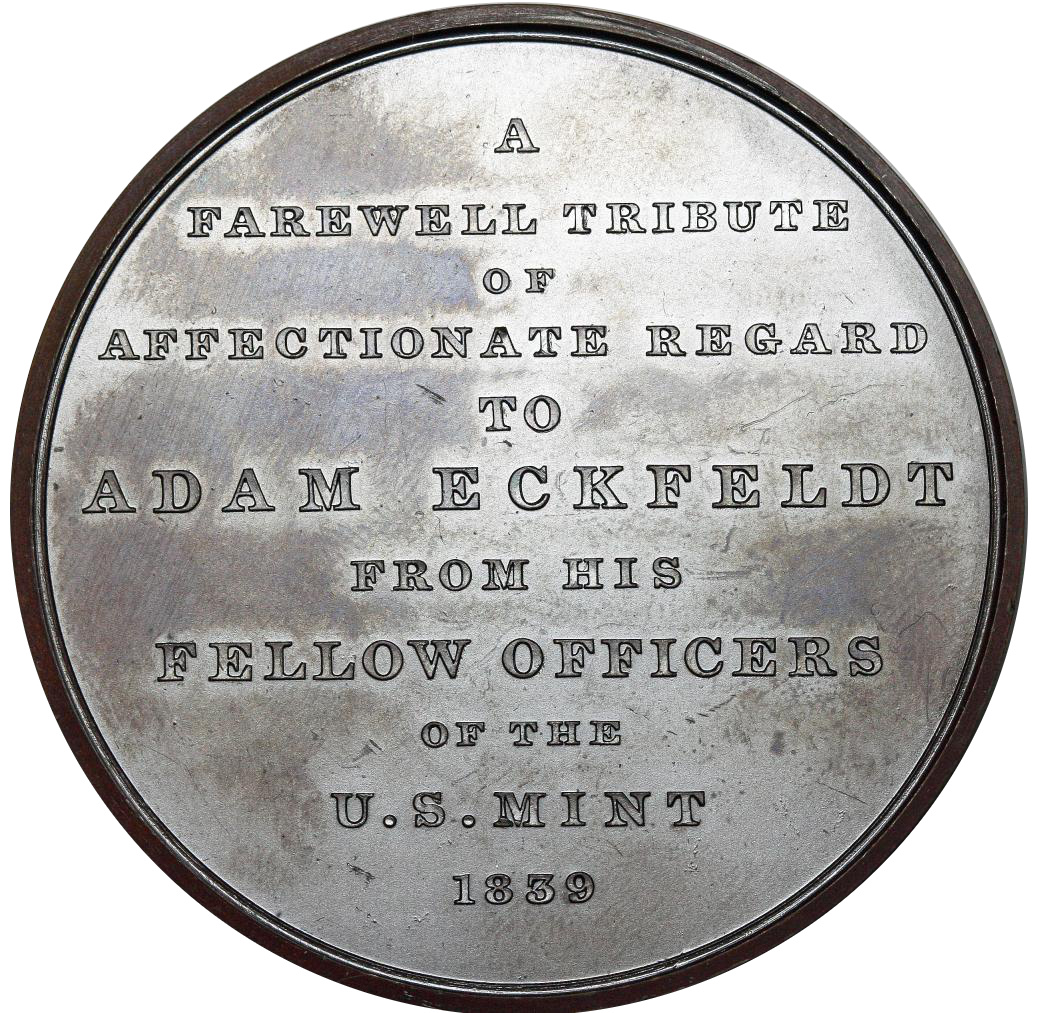
亚当·艾克菲尔特退休勋章背面，由皮尔或莫里兹·富斯特设计

亚当·艾克菲尔特于1839年退休并推荐皮尔继任。国会此时尚未开会，马丁·范布伦总统于1839年3月27日通过休会任命安排皮尔出任费城铸币局首席铸币师。1840年1月23日，范布伦在参议院开会后正式提名皮尔，参议院于2月17日批准。不过，艾克菲尔特退休后还是每天都到铸币局上班直至1852年2月去世前不久，继续行使首席铸币师的职责，所以皮尔有充分的空闲时间。
皮尔上任后很快开始在费城分局经营私人业务，包括利用政府设施和人力接受私人委聘设计、制造和销售纪念章。这样他的支出可以控制到极低范围，生意利润很高。费城分局此时大部分官员都是首席铸币师的亲朋好友，对皮尔的作为心知肚明。他的客户除企业外，还包括庆祝金婚的夫妇。罗伯特·赖特（Robert E. Wright）曾创作费城作为美国金融中心时期的历史著作，书中认为很难确定皮尔的私人生意是否合法，但这种悬念几乎无可避免地会令栗树街（费城铸币局所在街道）变得臭名昭著。
钱币学作家对皮尔的行为看法不一。钱币经销商兼钱币学作家昆汀·戴维·鲍尔斯（Q. David Bowers）认为皮尔一经上任就开始滥用职权，这种做法实际就是窃取政府提供的服务。伯德特声称：“皮尔根据国会和局长指示使用铸币局设备和人力生产纪念章，同时用私人和官方模具制作复制品并向有意者销售。卖给私人的纪念章虽然是用公家金属制作，但他还是会在收取纪念章时偿还。如此获得的利润未计入铸币局账本，也不清楚到底有多少钱流入皮尔或其他人的口袋，甚至铸币局的钱柜。利润总额很可能不高。”
1844年，负责维护并调校高精度天平的萨克斯顿离开铸币局，他的工作转由首席铸币师负责。皮尔从多个方面改善天平，并将方法记入文章，于1847年在《富兰克林研究所期刊》（Journal of The Franklin Institute）发表。这些天平的灵敏度达0.0031克，平常都用平板玻璃保护，以防气流和灰尘。

#### 与朗埃克交恶
戈布雷希特于1844年去世，詹姆斯·巴顿·朗埃克继任首席雕刻师。朗埃克是靠南卡罗来纳州联邦参议员约翰·卡德威尔·卡尔霍恩的关系获得任命，与主导费城铸币局的帕特森或艾克菲尔特家族没有交情，而且皮尔、帕特森及两人的党羽非常反感身为南方人的卡尔霍恩。皮尔等人期望政府不要指派首席雕刻师，如果工作的确需要就找与他们认识而且可以信任的雕刻师签约，如纽约的查尔斯·库辛·怀特（Charles Cushing White），这样就能确保皮尔的暴利生意不受影响。此外，朗埃克此前虽在雕版上颇有建树，但从未接受硬币或奖章设计培训。兰格认为，在这种情况下，铸币局官员看不起朗埃克也算“可以理解”。

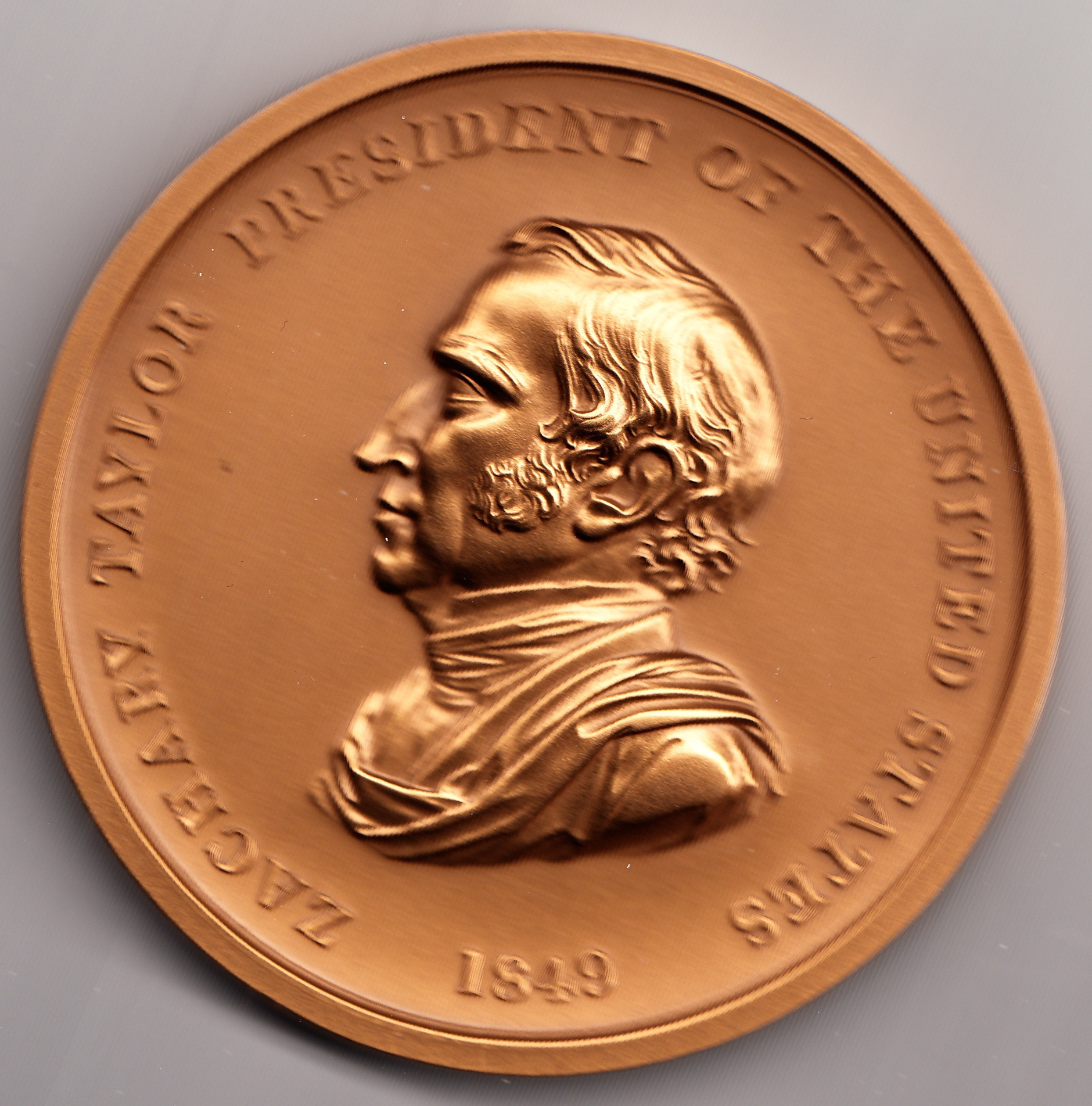
皮尔1849年为扎卡里·泰勒总统设计的印第安人和平勋章

皮尔有时会为政府制作奖章，以期把朗埃克排除在外。美墨戰爭期间，国会投票决定向赢得帕罗阿托之战和雷萨卡德拉帕尔马之战的扎卡里·泰勒少将颁发金质奖章。皮尔根据威廉·卡尔·布朗（William Carl Brown）创作的将军画像和约翰··巴丁（John T. Battin）制作的模型雕刻设计图案。泰勒当上总统后，皮尔又为他设计印第安人和平勋章。此后皮尔还参考他人的设计或模型，为约翰·泰勒和詹姆斯·诺克斯·波尔克总统雕刻印第安人和平勋章。1846年，他设计并亲自雕刻乔治·巴赫奖章（又称海岸勘测奖章）。皮尔认为，所有国会授权制作的国家纪念章都应在费城分局生产，金属模也应存放在此。皮尔希望能给所有美国总统设计印第安人和平勋章，如约翰·亚当斯和威廉·亨利·哈里森，帕特森支持他的提议，但国会授权时皮尔早已离职。例如哈里森的勋章就是乔治·托马斯·摩根（George T. Morgan）设计，他出任首席雕刻师时，时代的车轮已经滚入20世纪10年代。这些设计与皮尔的印第安人和平勋章都属美国铸币局总统系列奖章，至今仍在发行。
制作金属模本是雕刻师的日常职责，但皮尔落实的技术改善令模具可以通过机械手段复制，雕刻师的工作量大为减轻，这也导致朗埃克基本上无事可做，如果不需要新设计，他的工作只剩给模具加刻发行年份。朗埃克工作期间，部分模具所刻年份出错，但包括··朱利安（R. W. Julian）在内的部分现代钱币研究学者认为，皮尔及其党羽有些也会为模具加刻年份，这些错误可能是他们蓄意所为，目的是抹黑首席雕刻师。朗埃克在费城分局工作的前几年没有同皮尔发生严重冲突，但1849年国会授权发行一美元金币和双鹰金币之举导致局面发生变化。首席雕刻师的职责包括设计新硬币并制作金属模，朗埃克因此成为铸币局的关注焦点并直接与皮尔发生冲突，因为朗埃克需要使用对于皮尔私人生意必不可少的影像车床。朗埃克对首席铸币师垄断车床使用权感到不满，皮尔得知后决定暗中破坏雕刻师的铸币准备工作，让他卷铺盖走人，硬币设计和模具制作可以外包，这样他的生意就可以继续不受影响地运作下去。局长帕特森支持皮尔的做法。
朗埃克设计两种新硬币期间不得不应对皮尔的干预。据朗埃尔1850年的信件记载，铸币局某工作人员曾于1849年初告诉他，局内某官员（无疑就是皮尔）打算把雕版工作外包，让首席雕刻师沦为吃闲饭的职位。得到消息后，朗埃克用这年三月大部分时间准备一美元金币的金属模，从信中所述来看，这样长时间工作也对他的健康不利。1849年下半年，朗埃克一直忙于双鹰金币的前期准备工作，一路还需面对皮尔设置的障碍：

我的计划是，用自制铜模为图案基准压铸钢铁电铸模具。首席铸币员在他的公寓制备金属电铸版，但制备过程失败，我的模具也毁了。不过我还用石膏另备有一套模型……靠着这仅有的备用模型，我制出金属模，虽称不上尽善尽美，但我确信还是可以在雕刻金属模时纠正这些瑕疵……任务很费力，但还是靠我一人之力按时完成。接下来金属模必须由铸币部硬化处理，在此期间又不幸爆裂。

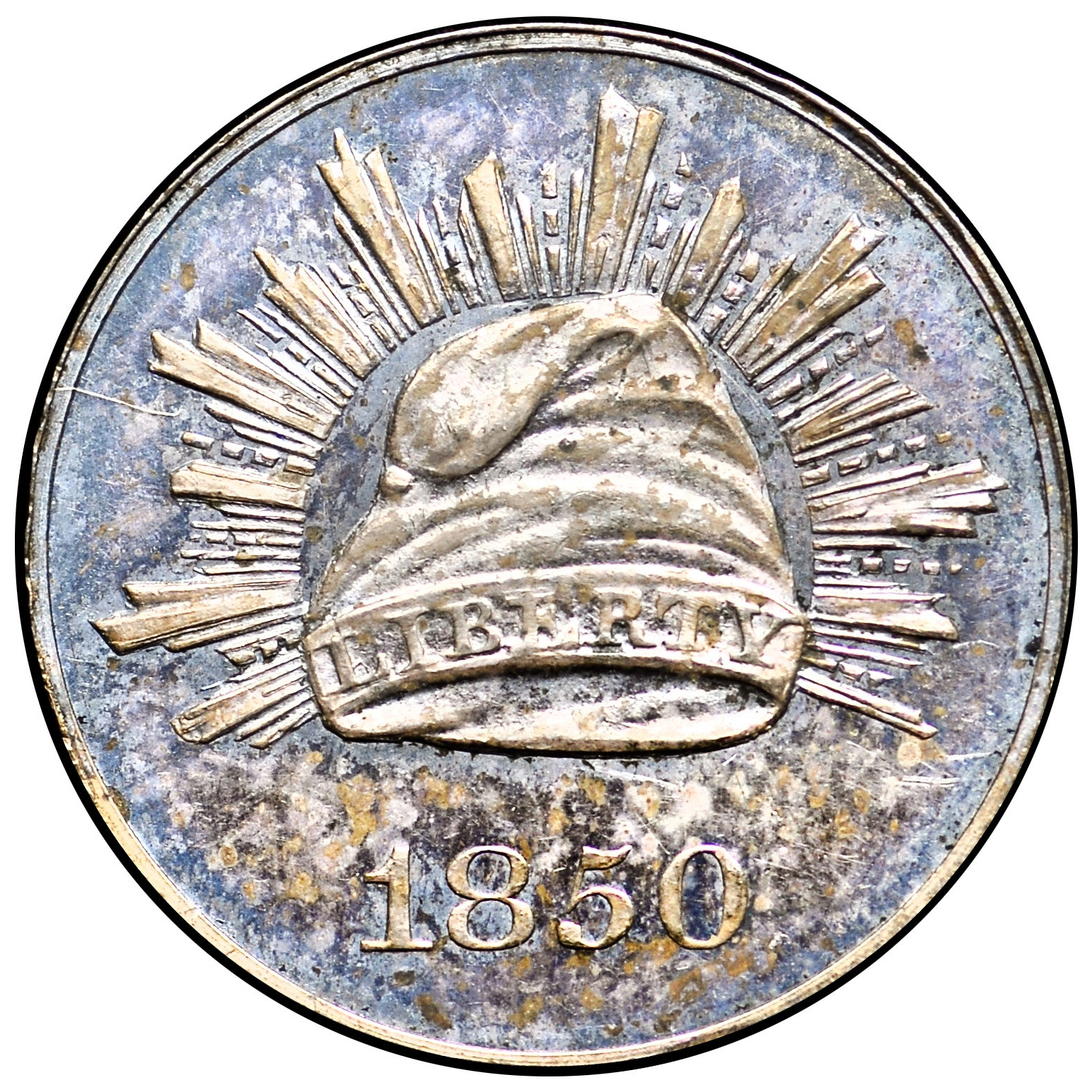
皮尔设计的3美分银币图案币

钱币史学家唐·塔克西（Don Taxay）认为：“从当时的情况来看，皮尔选择的方法铸币局往常极少采用，灾难般的后果接踵而至，这看起来已经不仅仅是巧合”。朗埃克终于完成双鹰金币模具后，皮尔又拒不接受，称设计图案刻得太深，已有机械无法呈现完整细节，还称这样出产的硬币无法堆叠。但塔克西指出，现存的1849年双鹰金币上根本没有这种问题，而且从外观判断堆叠起来仍能保持水平。接到皮尔投诉后，帕特森于1849年12月25日致信财政部长威廉·M·梅雷迪思要求解雇朗埃克，理由是雕刻师做不出合适的金属模。梅雷迪思显然一度打算接受帕特森的建议，但见到主动赶赴华盛顿哥伦比亚特区向他申诉的朗埃克后改变主意。
1849年，民间开始出现发行3美分银币的呼声，费城分局为此制作多款图案币。朗埃克的设计正面采用六角星图案；皮尔拿出竞争方案，与戈布雷希特1836年为一美元金币创作的自由帽设计很像。帕特森更中意铸币师的设计，但雕刻师的方案浮雕更低，生产更方便，所以他勉强表态支持朗埃克的方案。财政部长托马斯·科温也认可雕刻师的作品，硬币从1851年开始进入市场流通。
1850年，加利福尼亞淘金潮促使大量黄金存入铸币局，皮尔提议铸币局聘请女职工专门负责称量和调整黄金坯饼，称这样的工作她们“完全能够胜任”。铸币局共聘请40名女工人，1860年时她们每天工作十小时可获得1.1美元报酬，在当时已属颇为优厚的待遇。这也是美国政府历史上首次以正常薪资水平聘请女人负责特定职务。
1851年，皮尔为费城分局设计新蒸汽机，采用无需外部管道的“尖顶”设计，这也是他设计的最后一台机器。新机器本应产生100马力功率，但实际数据很快就因磨损降低。美国工程期刊没有评述这台机器，英国期刊指出机器存在的缺点，称皮尔的时代已经过去。

#### 垮台
皮尔的发明或创新中也有失败之作。他推动铸币局花费至少两千美元政府资金购买用于车削重金属轧的大型车床，但后来不得不承认机器从没发挥过作用，而且很可能以后也没用。他从外甥乔治·塞勒斯那里购买全套铸锭模具和设备，但却因不能配合铸币局的机器导致无法使用。皮尔制作的拉床至少耗费1500美元成本，但因活塞会以极大力道推动气缸末端，导致强烈震动进而危及附近人员，被戏称为“皮尔的机枪”，制作完成后不久就因毫无用处被铸币局工作人员搁置。1853年，皮尔想把费铸分局的燃木退火炉改造成燃烧无烟煤，最终导致退火炉被毁，政府损失至少数千美元，上级官员为此下令禁止皮尔再开展类似实验。皮尔发明的“嘈杂沙发”功能完全正常，人一坐上去就会发出号角声。沙发共耗费约200美元政府经费，后来放置在皮尔和帕特森的办公室。

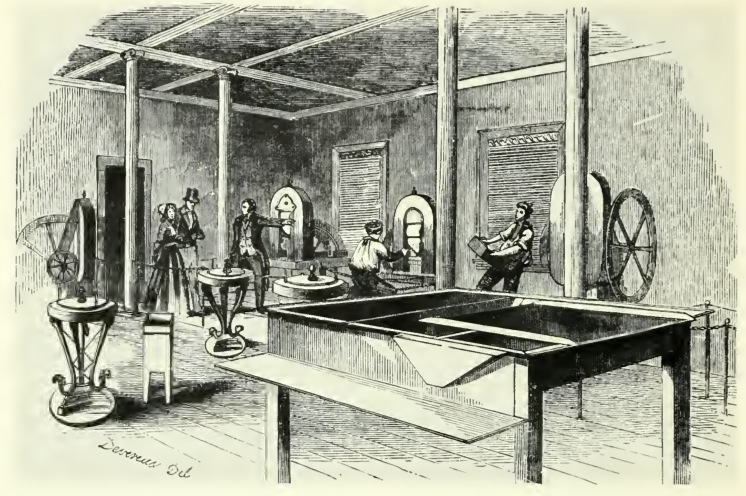
费城铸币局的压制和轧边室，绘于1852年，作者不明

帕特森认为，《1837年铸币法案》授权铸币局对数量较少的金银储蓄无需提供信贷，这些存入铸币局的少量金银实际就成为流动资金，皮尔上述失败举措的成本都是由此而来，财政部曾于1837和1849年两度认可帕特森的做法。存放的少量贵金属价值取整为五美元的倍数，铸币局官员可自行决定如何处理多余部分。凭借这种做法及其他类似手段，铸币局无需国会拨款就能为活动注资，但情况在1850年生变，皮尔提议翻新费城分局部分建筑，耗费达2.08万美元并超支1.2万美元。为补足数额，帕特森不得不动用3美分银币的铸币利润（即铸币税）。国会听闻后于1853年2月21日通过新法，要求铸币局局长定期将铸币税上缴财政部。
为经营私人生意，皮尔必须从铸币局金库取用黄金或白银。通常他会在纪念章售出后偿还，而且费城分局熔炼和精炼师乔纳斯·麦克林托克（Jonas R. McClintock）就是皮尔的朋友，会为他打掩护。麦克林托克在1846年辞职，理查德·西尔斯·麦卡洛（Richard Sears McCulloh）继任之初也对皮尔取用贵金属的要求听之任之，但后来变得不愿配合。两人一度达成协议，铸出的纪念章先由熔炼和精炼师保管，铸币师补足用掉的贵金属后才能取走，但皮尔很快就以“太麻烦”提出异议。1849年8月，麦卡洛不再同意铸币师取用库存金银的要求，皮尔于是改从铸币局司库手中取得。
皮尔竭尽全力为麦卡洛的工作制造困难，例如拒不接受用于铸币的贵金属，除非是熔炼和精炼师亲自送来。麦卡洛在1850年愤而辞职，并于同年11月在《纽约晚间快报》（New York Evening Express）发文，声称铸币局雇员已将政府机构转变成牟取私利的车间。米勒德·菲尔莫尔总统将文章发给财政部长科温要求解释，科温又转发给帕特森，局长承认皮尔的确在铸币局经营私人奖章生意，但完全不影响他行使首席铸币师的职责。塔克西指出，这不过是因为已经退休的艾克菲尔特愿意不要酬劳继续上班。1852年2月艾克菲尔德去世后，皮尔马上致信新任局长乔治·尼古拉斯·埃克特（George Nicholas Eckert，帕特森已经退休），以堪称“癫狂”的语句要求政府尽快为他聘请助手。
麦卡洛继续告状，并在1851年8月1日直接把信写给菲尔莫尔总统，指控皮尔“耗费大量不必要的公款”，不适合继续出任公职。他还指称，铸币局的工作人员受命维修皮尔的房屋，工作报酬就是政府支付的工资。随后又有铸币局员工表示，他曾与同事在皮尔家中工作两天；还有人称，每当皮尔加入的射箭俱乐部举办活动，铸币局雇员就要前去协助安排。麦卡洛还指控皮尔安排空闲的铸币局职工为他制造家俱。科温下令开展的调查时断时续，共持续一年半之久，皮尔在1852年4月发表声明，称麦卡洛是在指控铸币局局长和会计“玩忽职守”，还称备受尊敬的已故前任铸币师艾克菲尔特任职时就是这么做，他不过是遵循先例，麦卡洛对奖章生意的指控根本不值一提。皮尔自称问心无愧，对有幸贡献铸币局、贡献祖国心怀感激。
埃克特支持皮尔，努力抹黑指控。麦卡洛呼吁财政部长亲自核查信件内容，科温同意，但他和埃克特都在1853年初离任，此时还没有任何针对皮尔的行动。麦卡洛这年夏天发布宣传册，其中附有检举信的大部分内容，指控前任铸币局局长和皮尔等人同流合污。根据宣传册内容调查后，铸币局新任局长詹姆斯·罗斯·斯诺登（James Ross Snowden）和新任财政部长詹姆斯·格思里决定禁止利用铸币局设施和人力经营私人生意。1854年8月，格思里发布禁令。
据塔克西记载，铸币局部分人员对禁令不以为然，但因记录有限，具体情况已不可考。塔克西称：
显然，斯诺登认为针对皮尔的指控属实，格思里于是致信总统（富兰克林·皮尔斯），总统立即下令开除皮尔……皮尔在（1854年）12月2日离开铸币局，此后再也没有回去。

政府没有公开开除首席铸币师的原因，艾克菲尔特的女婿、费城铸币局助理化验员威廉·杜波依斯（William DuBois）等皮尔的朋友和盟友声称，皮尔斯总统是想另行任命民主党人继任。但塔克西指出，这种说法的主要问题在于：当年任命皮尔出任首席铸币师的马丁·范布伦总统就是民主党人。皮尔被开除后要求政府补偿，联邦参议院1873年对此发布报告，表示不知道“为什么如此有价值的官员会被替换”。

## 晚年，逝世和评价
皮尔离开费城铸币局后马上从所有职务退休，但1864年又开始在私营机构继续工作，任黑泽尔顿煤炭铁路公司（Hazelton Coal and Rail Road Company）总裁，他曾长期参与该司经营，在总裁位置上一直工作到1867年。他还在部分公民组织发挥领导作用，是宾夕法尼亚州音乐基金会（Musical Fund Society of Pennsylvania）和盲人教育机构主席。皮尔于1839年当选盲人教育机构经理，后在机构内部许多重要委员会任职，1863年出任主席直至1870年去世。他从1833年起就是美國哲學會成员，1838至1845年担任策展人，后又从1847年开始任职到去世。皮尔的父亲是宾夕法尼亚美术学院创始人，他也长期任职，退休后大部分时间都是学院董事。1865年，皮尔入选美国文物协会（American Antiquarian Society）。
步入晚年的皮尔有时会在秋季前往费城北面的特拉华水峡（Delaware Water Gap），寻找石器時代文物并收集大量藏品。他将发现分类并附上描述，藏品后来遗赠美国哲学会。皮尔擅长弓箭并与他人共同创立联合弓箭手俱乐部，俱乐部成员遵照皮尔的遗愿，将他的棺木抬到墓地。皮尔一生钟爱溜冰，还提出破冰救人的全套办法，挽救许多生命，他去世时还是溜冰爱好者俱乐部主席。
1870年，财政部长乔治·鲍特韦尔曾就铸币局改革法案征询皮尔等人的意见，法案便是后来的《1873年铸币法案》。皮尔建议铸币局局长从费城迁至首都办公，还提议废除一美元和三美元金币，其中第一项同年通过，第二项在1890年获国会批准。他对当时发布不久的多种硬币不以为然（其中大部分是1869年去世的朗埃克设计），声称上面的缺陷“即使不说可耻，也实在令人遗憾”。
皮尔一生共结过两次婚，去世时伊丽莎·格里特拉克为他生下的女儿安娜仍然在世。他于1839年再娶富商斯蒂芬·吉拉德（Stephen Girard）的外甥女、寡妇卡罗琳·吉拉德·哈斯兰（Caroline Girard Haslam），两人没有孩子，婚姻一直持续到皮尔辞世。皮尔非常享受孩子的陪伴，亲手为他们制作玩具。他的身体状况在最后几个月恶化，但还能继续参与日常工作和活动，直到去世前不久疾病缠身时止。1870年5月5日，本杰明·富兰克林·皮尔在位于费城吉拉德街1131号的家中去世，留下的遗言是：“如果这就是死亡，那正如我愿，是完美的详和，完美的慰藉，完美的愉悦。”
铸币局局长亨利·林德曼（Henry Linderman）曾于1873年表示，“虽然（工作期间）肯定得到帕特森等人配合，但众多创新和改进无疑是皮尔先生独有的贡献，对此我毫不怀疑。这些进步对服务大众的价值不可估量。”乔治·埃文斯（George G. Evans）的铸币局19世纪下半叶历史专著认为，皮尔为人“温和、正直且颇具绅士风度，与高尚的道德和精神文化一起令他成为模范官员”。沃尔特·布林（Walter Breen）称皮尔能力卓越但却不择手段。伯德特如此总结皮尔对铸币局的影响：“1830至1855年间，对铸币局运营和生产影响最大的无疑是本杰明·富兰克林·皮尔。在“机械师”涵盖极富想象力的设计、规划、构造及工作流程改进的时代，他就是最完美的机械师……拥有局长摩尔和帕特森全力支持的同时，他还受到铸币局普通工人和费城科学精英的高度推崇。他的许多构想持续贡献（造币事业）至少一个世纪，直到人口持续增长到19世纪工程无法满足现代造币所需。”鲍尔斯指出，铸币局历史上的许多人物如今都可以通过各种角度评述，皮尔便是其一，作家对每种角度可能都会得出完全不同的结论。
皮尔被开除后向国会呈请，请求看在他为政府机构创新和改进的份儿上补偿三万美元。参议院分别在1858和1860年通过法案向他支付一万美元，但众议院拒绝表决。1870年法案再度抵达参议院，但这次未获通过。1873年3月3日，联邦政府在皮尔辞世后颁布法案补偿他一万美元，从法案标题来看，这笔钱将用于维持他女儿安娜的生活。一个月后，皮尔的遗孀卡罗琳把亡夫的大理石半身像送到铸币局，希望能放在某个位置供后人纪念。据塔克西1966年记载，这座半身像一直下落不明。

### 脚注
1. ↑  Senate journal vol. ix，第409頁.
2. ↑  The Funeral of Franklin Peale，第8頁.
3. ↑  Patterson III 1870，第597頁.
4. ↑  Sellers 1980，第76頁.
5. ↑  Sellers 1980，第49, 88頁.
6. ↑  Patterson III 1870，第597–598頁.
7. ↑  Smith 2010，第216頁.
8. 1 2  Smith 1994，第1137頁.
9. ↑  Snow 2009，第221頁.
10. ↑  Patterson III 1870，第598頁.
11. 1 2 3  Patterson III 1870，第599頁.
12. 1 2  Ferguson 1965b，第70頁.
13. ↑  Edson 2001，第383頁.
14. ↑  Sellers 1980，第270頁.
15. 1 2  Whitehead 1951，第197頁.
16. ↑  Sellers 1980，第256頁.
17. ↑  Ferguson 1965b，第4頁.
18. ↑  Ferguson 1965a，第34頁.
19. ↑  Frazer 1908，第259頁.
20. 1 2  Patterson III 1870，第600頁.
21. 1 2  Lange 2006，第43頁.
22. 1 2 3  Taxay 1983，第150頁.
23. ↑  Burdette 2013a，第9–10頁.
24. 1 2  Whitehead 1951，第199頁.
25. ↑  Nepomucene 1955，第156頁.
26. 1 2  Whitehead 1951，第200–201頁.
27. 1 2  Burdette 2013a，第23頁.
28. 1 2  Nepomucene 1955，第157頁.
29. ↑  Burdette 2013a，第10頁.
30. 1 2  Whitehead 1951，第201–203頁.
31. 1 2  Lange 2006，第44頁.
32. ↑  Burdette 2013a，第24頁.
33. ↑  Whitehead 1951，第207–208頁.
34. ↑  Taxay 1983，第154頁.
35. ↑  Burdette 2013a，第91–93頁.
36. 1 2  Whitehead 1951，第208頁.
37. ↑  Whitehead 1951，第211頁.
38. ↑  Nepomucene 1955，第159頁.
39. 1 2  Nepomucene 1955，第158頁.
40. 1 2  Whitehead 1951，第209頁.
41. ↑  Burdette 2013b，第180頁.
42. ↑  Whitehead 1951，第210頁.
43. ↑  Burdette 2013a，第27–32頁.
44. 1 2  Taxay 1983，第166頁.
45. ↑  Clark 2000，第288頁.
46. ↑  Burdette 2013a，第49頁.
47. ↑  Burdette 2013b，第285頁.
48. ↑  Bowers 2001，第75頁.
49. ↑  Clark 2000，第287–290頁.
50. ↑  First Steam Powered Coin Press & The Franklin Institute.
51. ↑  Burdette 2013a，第32頁.
52. ↑  Patterson III 1870，第600–601頁.
53. 1 2  Lange 2006，第50頁.
54. ↑  Lange 2006，第47頁.
55. 1 2 3  Patterson III 1870，第601頁.
56. ↑  Evans 1890，第123頁.
57. ↑  Senate journal vol. iv，第489頁.
58. ↑  Senate journal vol. iv，第501頁.
59. 1 2  Ferguson 1965b，第76頁.
60. ↑  Burdette 2013a，第63–70頁.
61. 1 2  Senate report，第3頁.
62. ↑  Burdette 2013a，第25頁.
63. ↑  Taxay 1983，第170–171, 176, 204頁.
64. ↑  Breen 1988，第238頁.
65. ↑  Doty 1989，第70–72頁.
66. ↑  Doty 1989，第72頁.
67. ↑  Doty 1989，第73–74頁.
68. ↑  Doty 1989，第73頁.
69. ↑  Doty 1989，第75–76頁.
70. ↑  Doty 1989，第78頁.
71. ↑  Doty 1989，第78–79頁.
72. ↑  Burdette 2013b，第14–15頁.
73. ↑  Smith 1997，第63頁.
74. ↑  Proud 1903，第59頁.
75. 1 2  Senate journal vol. v，第252頁.
76. ↑  Senate journal vol. v，第258頁.
77. 1 2 3  Taxay 1983，第183頁.
78. 1 2  Bowers 2004，第385頁.
79. 1 2 3  Wright 2010，第63頁.
80. ↑  Watson 1926，第31頁.
81. ↑  Burdette 2013b，第324頁.
82. ↑  Burdette 2013a，第93頁.
83. ↑  Burdette 2013a，第100–101頁.
84. ↑  Breen 1988，第287頁.
85. 1 2 3  Breen 1988，第393頁.
86. ↑  Lange 2006，第90頁.
87. 1 2 3  Pessolano-Filos 1983，第92頁.
88. 1 2  Breen 1988，第311頁.
89. ↑  Coin World Almanac，第217–221頁.
90. ↑  Taxay 1983，第206頁.
91. 1 2  Taxay 1983，第206–207頁.
92. ↑  Taxay 1983，第208–209頁.
93. ↑  Snow 2009，第222頁.
94. 1 2  Taxay 1983，第207頁.
95. ↑  Snow 2009，第222–223頁.
96. ↑  Taxay 1983，第207–208頁.
97. ↑  Breen 1988，第271頁.
98. 1 2  Taxay 1983，第162頁.
99. ↑  Burdette 2013b，第13頁.
100. ↑  Burdette 2013b，第471–472頁.
101. ↑  Taxay 1983，第178–179, 189頁.
102. 1 2  Taxay 1983，第179–180頁.
103. ↑  Smith 1994，第1139頁.
104. ↑  Bureau of the Mint 1904，第39頁.
105. ↑  Taxay 1983，第182頁.
106. ↑  Smith 1994，第1140頁.
107. ↑  Taxay 1983，第181頁.
108. ↑  Taxay 1983，第187–188頁.
109. ↑  Taxay 1983，第188頁.
110. ↑  Taxay 1983，第189–190頁.
111. 1 2 3  Taxay 1983，第190頁.
112. ↑  Senate report，第2頁.
113. 1 2  Patterson III 1870，第602頁.
114. 1 2  Patterson III 1870，第603頁.
115. ↑  American Philosophical Society 1886，第38–39頁.
116. ↑  Members & American Antiquarian Society.
117. ↑  Taxay 1983，第249頁.
118. ↑  Burdette 2013a，第127–128頁.
119. ↑  Taxay 1983，第387–289頁.
120. ↑  Taxay 1983，第263頁.
121. ↑  Patterson III 1870，第604頁.
122. ↑  Burdette 2013a，第9頁.
123. ↑  Evans 1890，第116頁.
124. ↑  Burdette 2013b，第18頁.
125. ↑  Bowers 2006，第58頁.
126. 1 2  Senate report，第2–3頁.
127. ↑  Taxay 1983，第190–191頁.
128. 1 2  Taxay 1983，第191頁.